# Claude Nougaro Olympia 1977
Pour les articles homonymes, voir Nougaro.
Albums par Claude Nougaro
Femmes et Famines
(1975) Plume d'ange
(1977)
Lives par Claude Nougaro
Une soirée avec Claude Nougaro
(1969) Nougaro 79
(1979)
Claude Nougaro Olympia 1977 est un album live de Claude Nougaro, il sort en 1977. 

## Autour de l'album
- Référence originale :
- La pochette originale, sur fond rouge avec en noir la silhouette du chanteur indiquait (au recto) sans plus de détails « Claude Nougaro ».
- Les titres Victor, Jésus et Les Noces de sang n'ont jamais été enregistrés sur un album studio.

## Titres
1. Comme une Piaf
2. Île de Ré
3. Quasimodo
4. Jalousie
5. Ma femme
6. Une petite fille
7. Plume d'ange
8. Victor
9. Pablo
10. Jésus
11. Le K du Q
12. Les Noces de sang
13. Brésilien

## Musiciens
- Accordéon : Richard Galliano
- Basse : Luigi Trussardi
- Batterie : Marcel Sabiani
- Chœurs : Les Étoiles (groupe) (sur Les Noces de sang)
- Percussion : Gilles Perrin
- Saxophone Soprano : Bob Garcia, Francis Cournet
- Synthétiseur [Moog] – Michel Cœuriot
- Trombone : Marc Steckar
- Trompette : Tony Russo
- Tuba : Marc Steckar